# Ichneumon laevibasis
Ichneumon laevibasis là một loài tò vò trong họ Ichneumonidae.